# 小川剛生
小川 剛生（おがわ たけお、1971年〈昭和46年〉 - ）は、日本の国文学者。専攻は中世和歌史。学位は、文学博士（慶應義塾大学・2000年）（学位論文「二条良基の研究―中世公家の学問世界―」）。慶應義塾大学教授。東京都出身。
二条良基の研究で知られる他、これまで疑われることがなかった兼好法師（吉田兼好）の出自にまつわる系譜は戦国時代の吉田兼倶によって捏造されたものだとする研究や金槐和歌集の柳営亜槐本の編纂者が足利義尚であるとの説
を発表したことで知られている。

## 略歴
- 1993年3月 慶應義塾大学文学部国文学専攻卒業（卒業論文は「中務卿宗尊親王とその周辺―鎌倉中期歌壇と歌人の研究」[3]）
- 1995年3月 慶應義塾大学大学院文学研究科修士課程修了（修士論文は「二条良基の研究」[4]）
- 1997年3月 慶應義塾大学大学院文学研究科博士課程中退
- 1997年4月 熊本大学文学部講師
- 1999年 「室町期の即位灌頂－東山御文庫蔵「後福照院関白消息」をめぐって」で第25回日本古典文学会賞を受賞[5]
- 2000年4月 熊本大学文学部助教授
- 2000年6月 「二条良基の研究―中世公家の学問世界―」で慶應義塾大学より文学博士の学位を取得[6]。
- 2001年4月 国文学研究資料館助教授
- 2006年11月 『二条良基研究』で第28回角川源義賞を受賞（最年少）[7]
- 2007年4月 国文学研究資料館准教授
- 2009年4月 慶應義塾大学文学部准教授[8]
- 2016年4月 慶應義塾大学文学部教授
- 2018年6月 『兼好法師-徒然草に記されなかった真実-』で第3回西脇順三郎学術賞を受賞

## 著書
- 『拾遺現藻和歌集 本文と研究』（三弥井書店、1996年）
- 『南北朝の宮廷誌：二条良基の仮名日記』（臨川書店、2003年／読みなおす日本史、吉川弘文館、2021年、ISBN　9784642071635）
- 『二条良基研究』（笠間叢書、笠間書院、2005年）
- 『武士はなぜ歌を詠むか：鎌倉将軍から戦国大名まで』（角川叢書、角川学芸出版、2008年／角川選書、KADOKAWA、2016年）
- 『中世の書物と学問』（日本史リブレット78：山川出版社、2009年）
- 『足利義満：公武に君臨した室町将軍』（中公新書、中央公論新社、2012年）
- 『中世和歌史の研究－撰歌と歌人社会』（塙書房、2017年）
- 『兼好法師：徒然草に記されなかった真実』（中公新書、2017年）
- 『二条良基』（人物叢書、吉川弘文館、2020年 ISBN　9784642052955）
- 『徒然草をよみなおす』（ちくまプリマー新書、筑摩書房、2020年）
- 『「和歌所」の鎌倉時代：勅撰集はいかに編纂され、なぜ続いたか』（NHKブックス、NHK出版、2024年）

## 共編ほか
- 『歌論歌学集成 第十巻 為兼卿和歌抄・延慶両卿訴陳状・歌苑連署事書・和歌庭訓・井蛙抄・愚問賢注・近来風体』佐々木孝浩・小林強・小林大輔共編 三弥井書店 1999年
- 『表紙文様集成』中野真麻理共編 人間文化研究機構国文学研究資料館調査収集事業部 2004年
- 『ZEAMI 4―中世の芸術と文化 足利義満の時代』松岡心平共編 森話社 2007年
- 『禁裏本と古典学』吉岡真之共編 塙書房 2009年
- 『正徹物語 現代語訳付き』角川ソフィア文庫 2011年
- 『迎陽記 一 史料纂集』八木書店 2011年
- 『新版　徒然草　現代語訳付き』角川ソフィア文庫 2015年
- 『正宗敦夫文集』平凡社東洋文庫、2024年7月より刊